# Tonnay-Boutonne
Tonnay-Boutonne és un municipi francès situat al departament del Charente Marítim i a la regió de la Nova Aquitània. L'any 2007 tenia 1.159 habitants.

## Demografia

### Població
El 2007 la població de fet de Tonnay-Boutonne era de 1.159 persones. Hi havia 466 famílies de les quals 110 eren unipersonals (33 homes vivint sols i 77 dones vivint soles), 192 parelles sense fills, 135 parelles amb fills i 29 famílies monoparentals amb fills.
La població ha evolucionat segons el següent gràfic:
Habitants censats

### Habitatges
El 2007 hi havia 604 habitatges, 468 eren l'habitatge principal de la família, 74 eren segones residències i 62 estaven desocupats. 551 eren cases i 44 eren apartaments. Dels 468 habitatges principals, 347 estaven ocupats pels seus propietaris, 108 estaven llogats i ocupats pels llogaters i 12 estaven cedits a títol gratuït; 2 tenien una cambra, 19 en tenien dues, 73 en tenien tres, 155 en tenien quatre i 218 en tenien cinc o més. 360 habitatges disposaven pel capbaix d'una plaça de pàrquing. A 235 habitatges hi havia un automòbil i a 185 n'hi havia dos o més.

### Piràmide de població
La piràmide de població per edats i sexe el 2009 era:
| Homes | Edats   | Dones |
| ----- | ------- | ----- |
| 0     | 95 o +  | 20    |
| 4     | 90 a 94 | 28    |
| 4     | 85 a 89 | 12    |
| 4     | 80 a 84 | 12    |
| 32    | 75 a 79 | 40    |
| 32    | 70 a 74 | 32    |
| 56    | 65 a 69 | 48    |
| 28    | 60 a 64 | 24    |
| 12    | 55 a 59 | 40    |
| 48    | 50 a 54 | 32    |
| 44    | 45 a 49 | 60    |
| 44    | 40 a 44 | 48    |
| 12    | 35 a 39 | 24    |
| 24    | 30 a 34 | 16    |
| 20    | 25 a 29 | 20    |
| 52    | 20 a 24 | 12    |
| 36    | 15 a 19 | 32    |
| 28    | 10 a 14 | 32    |
| 28    | 5 a 9   | 24    |
| 16    | 0 a 4   | 12    |

## Economia
El 2007 la població en edat de treballar era de 654 persones, 488 eren actives i 166 eren inactives. De les 488 persones actives 438 estaven ocupades (233 homes i 205 dones) i 50 estaven aturades (21 homes i 29 dones). De les 166 persones inactives 60 estaven jubilades, 54 estaven estudiant i 52 estaven classificades com a «altres inactius».

### Ingressos
El 2009 a Tonnay-Boutonne hi havia 480 unitats fiscals que integraven 1.094,5 persones, la mediana anual d'ingressos fiscals per persona era de 15.208 €.

### Activitats econòmiques
Dels 70 establiments que hi havia el 2007, 1 era d'una empresa extractiva, 3 d'empreses alimentàries, 1 d'una empresa de fabricació de material elèctric, 1 d'una empresa de fabricació d'elements pel transport, 3 d'empreses de fabricació d'altres productes industrials, 11 d'empreses de construcció, 19 d'empreses de comerç i reparació d'automòbils, 4 d'empreses de transport, 1 d'una empresa d'hostatgeria i restauració, 1 d'una empresa d'informació i comunicació, 5 d'empreses financeres, 2 d'empreses immobiliàries, 4 d'empreses de serveis, 10 d'entitats de l'administració pública i 4 d'empreses classificades com a «altres activitats de serveis».
Dels 22 establiments de servei als particulars que hi havia el 2009, 1 era una oficina d'administració d'Hisenda pública, 1 gendarmeria, 1 oficina de correu, 1 una oficina bancària, 4 tallers de reparació d'automòbils i de material agrícola, 1 autoescola, 3 paletes, 2 guixaires pintors, 4 fusteries, 1 electricista, 1 perruqueria, 1 veterinari i 1 agència immobiliària.
Dels 7 establiments comercials que hi havia el 2009, 1 era una gran superfície de material de bricolatge, 1 una botiga de menys de 120 m², 2 fleques, 1 una carnisseria, 1 una botiga d'electrodomèstics i 1 una floristeria.
L'any 2000 a Tonnay-Boutonne hi havia 32 explotacions agrícoles que ocupaven un total de 1.520 hectàrees.

## Equipaments sanitaris i escolars
L'únic equipament sanitari que hi havia el 2009 era una farmàcia.
El 2009 hi havia 1 escola maternal i 1 escola elemental. Tonnay-Boutonne disposava d'un col·legi d'educació secundària amb 211 alumnes.

## Poblacions més properes
El següent diagrama mostra les poblacions més properes.